# 年广九
年广九（1940年1月17日—2023年1月11日），安徽怀远人，满族，中华人民共和国企业家。1970、80年代在芜湖市生产、售卖“傻子瓜子”，其经营行为甚至被当时中国最高领导人邓小平在高层会议上点名。

## 生平

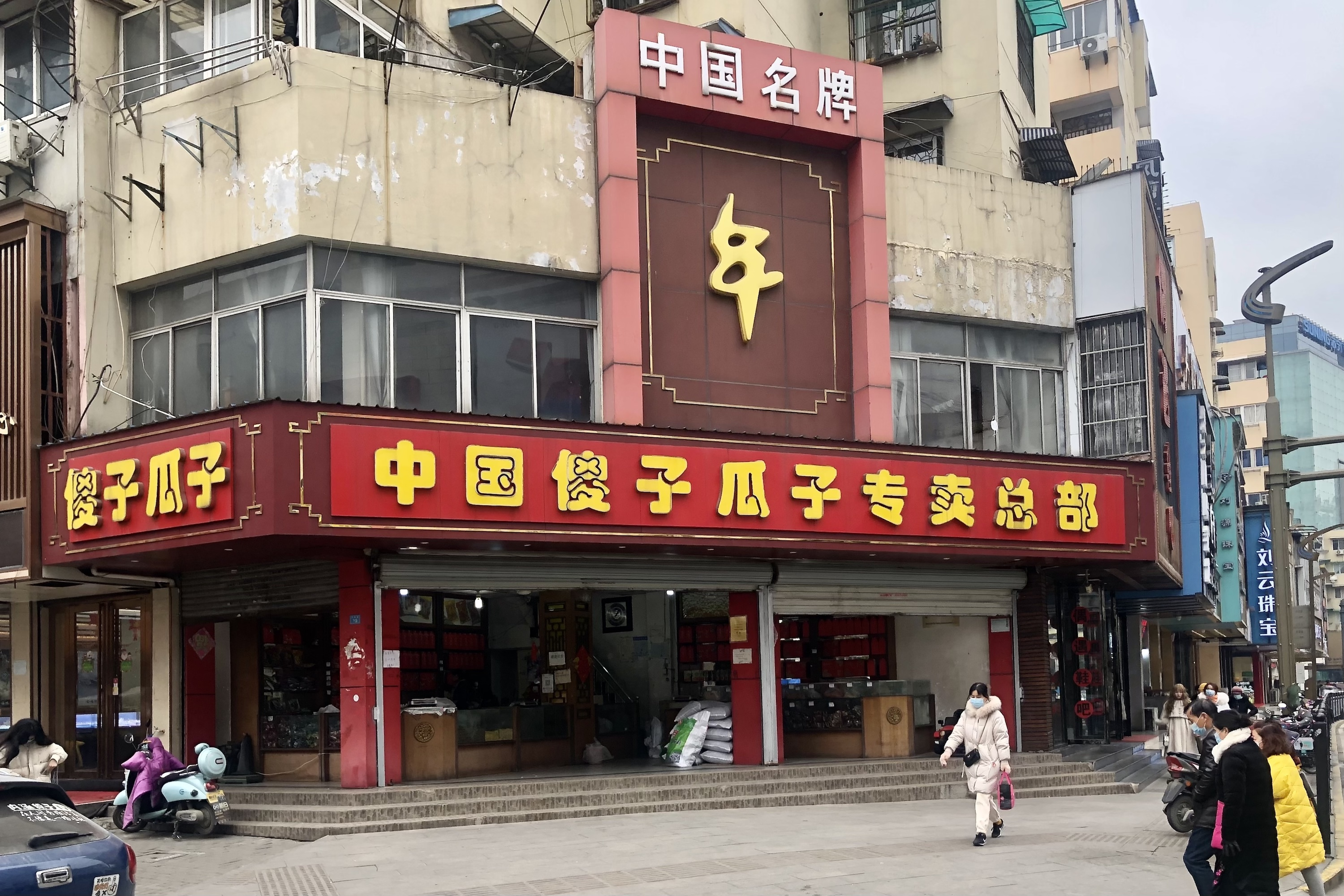
位于安徽芜湖的傻子瓜子门店。

年广九早年家境贫困，9岁起随父母靠摆摊为生。1963年，因卖鱼被判处“投机倒把罪”，收监一年零5个月，1966年又因“牛鬼蛇神”罪被关押20多天,出狱后继续从事个体经营，专营瓜子炒货。年广九炒制的瓜子口味独特，特别是其售卖行为慷慨、大方，被人们称为傻子，他索性将“傻子瓜子”作为自己的产品商标,产品持续旺销，1976年获利已逾百万。八十年代开始，由于产量扩大，年广九瓜子作坊雇有100多个工人，与当时的国家劳工政策相悖，遭人举报，引起包括邓小平在内的中国高层关注和讨论。邓小平并未支持举报信的观点，认为年广九的个体商业行为不会对公有制经济构成危害，主张“不要动，先放一放，看一看”，暂时任其发展，年广九也因此没有被处罚。
由于年广九的瓜子生意非常兴旺，并将市场做到了上海市。1983年，芜湖市政府曾邀请年广九与政府的经济实体进行联营，遭拒绝。在上海市场，年广九的傻子瓜子需求量巨大，而产能却无法满足供应，于是大量采购芜湖另一家公司的瓜子冒充傻子瓜子销售，被消费者识破并向上海市工商局投诉，引发上海媒体广泛关注和报道，上海市场发展失利。1984年（一说1985年），年广九返回芜湖主动与政府组建瓜子联营公司。由于新成立的联营公司权责界定不清，加之壮大销量的巨额有奖销售模式被突然叫停，产品大量滞销积压，联营公司最终严重亏损，年广九也被人举报涉嫌经济犯罪。年广九认为自己在联营公司主导的市场行为没问题，在与当时的市委书记争论时打了他一个嘴巴。1989年8月，芜湖市检察机关以贪污罪和挪用公款罪将年广九逮捕，后因这两项罪名证据不足，1991年5月司法机关转而以流氓罪判处他有期徒刑3年，后再因高层关注未被继续收监。
2000年后，年广九将傻子瓜子经营权移交给儿子经营，自己则淡出市场。
2023年1月11日因病在芜湖逝世，享年84岁。

## 家庭
年广九家庭、婚姻多变，曾多次离异、再婚。2006年11月，大儿子年金宝在芜湖的一个棚户区意外死亡，警方结论是煤气中毒致死；2008年11月，小儿子在郑州遭绑架，案情受到郑州市及河南省高层关注，32小时后获警方解救。

## 轶事
中国改革开放前，绝大多数人都不富裕，万元户都算有钱人，而年广九1976年的个人现金财富已达百万，在当时人们的概念中是天文数字。年广九认为钱太多，不敢存银行，放家里也不安全，于是用牛皮包好，乘天黑偷埋于自家院里。有鉴于1976年唐山大地震的破坏，他担心如果芜湖发生地震将房子震塌，钱会被人挖出，于是自己又将钱挖出来，发现钞票已霉变。为避免损失，年广九将钱铺满院子，在太阳下晾晒，并打趣说，别家院里晒粮食，我家院里晒满钱。